# Quando Despertarmos de entre os Mortos

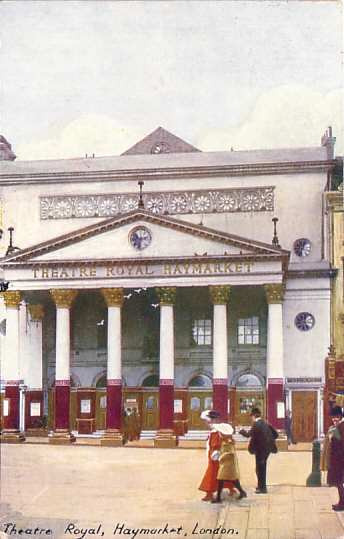
Haymarket, em Londres, por volta de 1900, onde foi representada a peça “When We Dead Awaken”.

Quando Despertarmos de entre os Mortos (em norueguês:  Når vi døde vågner) é a última peça escrita pelo dramaturgo norueguês Henrik Ibsen. Publicada em dezembro de 1899, foi escrita entre fevereiro e novembro daquele ano. A primeira representação teatral foi realizada no “Haymarket Theatre”, em Londres, um ou dois dias antes da publicação do livro. Em 26 de janeiro do ano seguinte, foi encenada em Stuttgart, Alemanha, no Hoftheater.

## Personagens
- Professor Rubek, escultor
- Maia, sua esposa
- Irene, a Estrangeira
- Ulfheim, caçador e proprietário de terras
- Diaconisa[5]
- Gerente do spa
- Lars, criado de caçada
- Clientes e empregados de um hotel

## Local
A ação se passa na Noruega, em três locais: num hotel, numa estância termal e no alto das montanhas.

## Enredo

### Ato I
O primeiro ato acontece no exterior de um hotel com vista para um fiorde. O escultor Arnold Rubek e sua esposa Maia fazem o “breakfast” e estão lendo jornais e bebendo champanhe. Eles se maravilham com o silêncio do local, e conversam sobre generalidades, mas Arnold demonstra uma infelicidade geral com sua vida. Maia também demonstra tal desapontamento. Arnold tinha prometido levá-la ao topo de uma montanha para ver o mundo inteiro de lá, mas nunca o fizeram.
O gerente do hotel passa com alguns convidados e pergunta se os Rubek precisam de alguma coisa. Durante esse encontro, uma misteriosa mulher vestida de branco passa por eles, seguida de perto por uma diaconisa de roupas negras. Por algum motivo, Arnold é atraído por ela. O gerente não sabe muito sobre ela, e tenta desculpar-se pela presença de Ulfheim, um rude caçador, que surge acompanhado de seu criado Lars e de seus cães de caça. Ulfheim se apresenta e zomba de seus planos de fazer um cruzeiro, insistindo que a água está muito contaminada por outras pessoas, e convidando-os a subir a montanha, ainda não contaminada pelas pessoas, acompanhando-o em sua caçada aos ursos.
Maia acompanha Ulfheim em sua oferta para assistir seus cães almoçarem, deixando Arnold sozinho com a mulher misteriosa. Ele rapidamente percebe que ela é Irene, sua ex-modelo. Irene refere constantemente a si mesma como estando "morta". Durante a conversa, ela explica que posar para Arnold fora semelhante a uma espécie de "auto-eliminação”, onde ele capturava sua alma e colocava-a em sua obra-prima, uma escultura denominada “Ressurreição”. Rubek confessa que nunca mais foi o mesmo desde que trabalhara com Irene. Apesar de "Ressurreição" lhe ter trazido grande fama e uma abundância de outros trabalhos, ele sentia um tipo de morte semelhante ao que Irene sentia.
Irene misteriosamente se considera matando todos os seus amantes desde que posara para Arnold. Ela afirma que sempre possuíra uma faca, e também admite ter assassinado a cada criança que teve, enquanto elas ainda estavam em seu útero. Quando Irene pergunta onde Arnold vai depois da sua estadia no hotel, ela descarta a ideia do cruzeiro e pede a ele para conhecê-la nas altas montanhas. Maia retorna com Ulfheim, pedindo a Arnold se pode abandonar o cruzeiro e se juntar Ulfheim em sua caçada na montanha. Arnold diz que ela é livre para fazê-lo e diz que está pensando em ir também.

### Ato II
O segundo ato ocorre no exterior de uma estância termal nas montanhas. Maia encontra Arnold ao lado de um riacho. Ela passara a manhã com Ulfheim, e o casal traz de volta a discussão sobre a infelicidade, ao que Arnold confessa seu crescente cansaço com relação à Maia. Ele quer viver com Irene porque ela tem a chave que regula sua inspiração artística. Maia está magoada, mas insiste para que Arnold faça o que quiser. Ela ainda sugere que, talvez, os três poderiam viver juntos se ela não pudesse encontrar um novo lugar para morar.
Irene chega, e Maia sugere a Arnold que converse com ela. O casal conversa, lançando pétalas de flores na torrente e relembra sentimentalmente sobre a sua colaboração de tempos atrás. Em um dado momento, Arnold se refere ao episódio de seu relacionamento e  Irene empunha sua faca, se preparando para apunhalá-lo pelas costas. Quando ele se vira, ela esconde a faca. Arnold pede que Irene venha morar com ele para trabalharem juntos novamente, explicando que ela pode desbloquear sua visão artística outra vez. Ela insiste que não há maneira de ressuscitar uma parceria como a deles, mas eles concordam em “fazer de conta” que podem. Maia retorna com Ulfheim do caminho da caçada. Ela está feliz e explica que ela se sente finalmente acordada. Ela canta uma canção para si mesma:
| “ | "Livre, bem livre, sem prisão, nem teto Eu corto os ares, passarinho inquieto Livre, bem livre, sem prisão, nem teto". | ” |

### Ato III
O terceiro e último ato acontece na montanha, entre caminhos estreitos e uma cabana de caça. Maia e Ulfheim discutem sobre seu relacionamento, e Maia exige ser levada até o hotel, porém Ulfheim observa que o caminho é muito difícil para ela e que certamente vai morrer sozinha se tentar. Arnold e Irene subem o caminho do hotel. Ulfheim fica surpresa por eles terem feito isso por conta própria, já que o caminho é tão difícil, e adverte que uma tempestade está vindo. Pelo fato de só poder guiar uma pessoa de cada vez, ele concorda em levar Maia no caminho, e sugere a Irene e Arnold que se abriguem na cabana até que ele possa retornar com ajuda.
Irene fica horrorizada ao ser resgatada. Ela está convencida de que a diaconisa irá interná-la em um asilo. Ela tira a faca de novo e Arnold insiste que ela não deveria fazê-lo. Irene confessa que quase o matou antes, mas parou porque percebeu que ele já estava morto. Ela considera que o amor terreno está morto em ambos. No entanto, Arnold observa que ambos ainda estão livres, insistindo que "de uma só vez vivamos a vida até o fundo... antes de voltarmos aos nossos túmulos". Irene concorda, mas insiste que eles devem fazê-lo acima das nuvens de tempestade. Eles concordam em subir a montanha para que possam se casar em plena luz solar. À medida que sobem alegremente, a canção Maia é ouvido à distância.
Repentinamente, uma avalanche desce a montanha. Arnold e Irene podem ser vistos levados para suas mortes. Adiaconisa, que seguiu Irene até a montanha testemunha o horror com um grito. Após um momento de silêncio, ela diz: "Pax vobiscum!" (A paz esteja convosco!), com a canção de Maia ainda pairando no ar.

## Tema e estilo
A peça é dominada por imagens de pedra e petrificação. O desenrolar da desempenha uma progressão para as montanhas, e Rubek é um escultor. Uma das peças mais oníricas de Ibsen, e também um de seus trabalhos mais desesperados. "Quando despertamos de entre os mortos", explica Irene, "percebemos que nunca vivemos".
A peça é permeada por um desejo intenso de vida, mas se ele pode ser alcançado é deixado como problemática, dada à conclusão irônica da peça (que lembra uma peça anterior de Ibsen, Brand, e uma das suas principais obras, "Solness, o Construtor).
Alguns autores defendem que a peça é baseada no relacionamento do escultor Auguste Rodin com Camille Claudel.

## Histórico

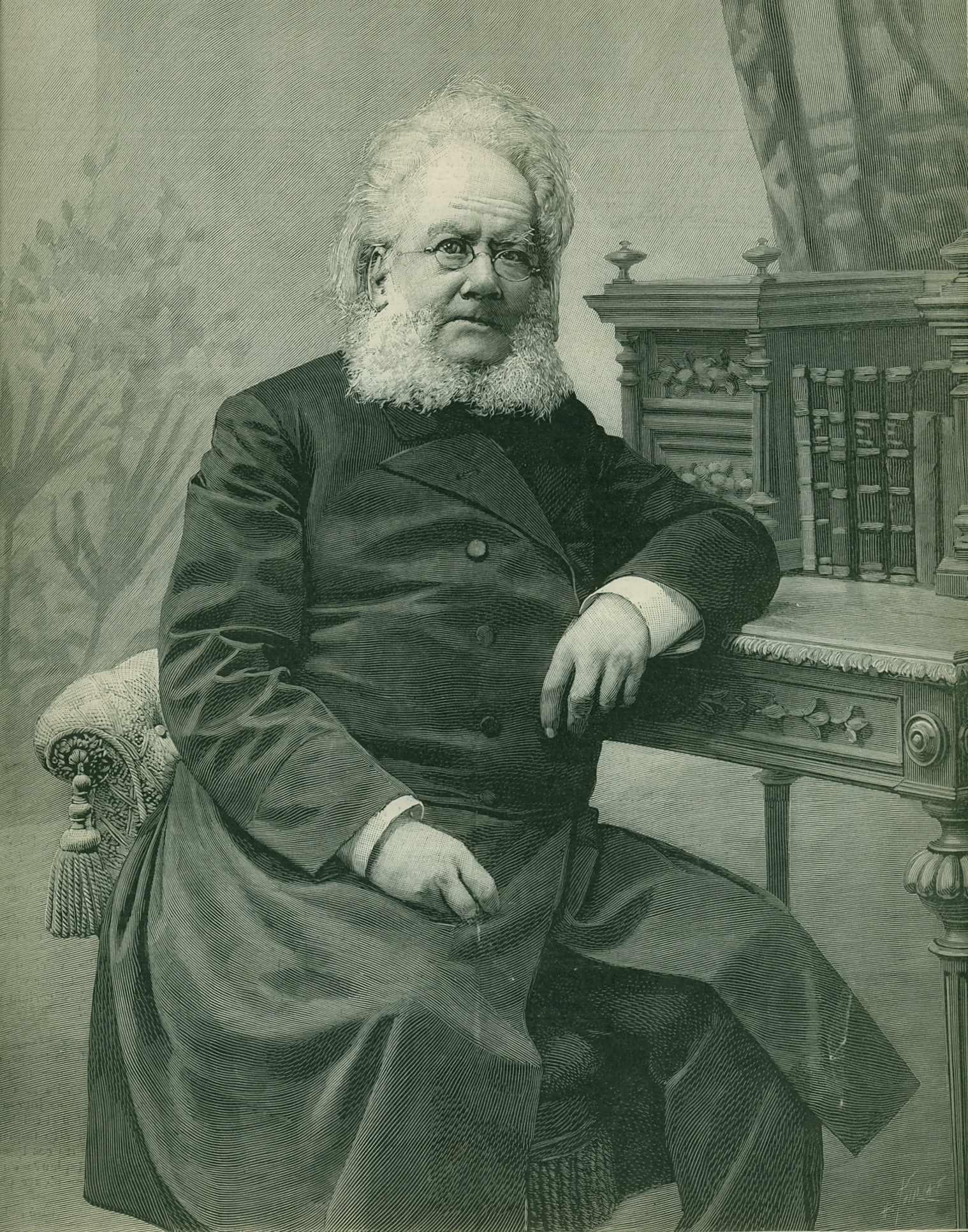
Henrik Ibsen em 1898.

Ibsen escreveu a peça em 1899, aos 71 anos, sete anos antes de morrer, e é sua última peça. Originalmente chamara a peça de "Oppstandelsens dag" (“O dia da ressurreição”), pois estava recém-retornado à Noruega, após 27 anos no exterior, emocionado por estar em casa de volta. E os Rubeks também foram viajar longe de casa por algum tempo. Embora ele não especifique os nomes das localizações da peça, Ibsen define os dois últimos atos no "Hardangervidda". Em final de julho de 1899, o primeiro ato foi concluído. O título foi alterado, primeiro para “Når vi døde vagner” e, em seguida, para “Når vi døde vagner: En dramatisk epilog i tre akter”. A cópia final foi enviada ao editor no mesmo dia em que foi concluída, 21 de novembro de 1899.
Ibsen não conseguia decidir sobre um sobrenome para o seu personagem, dividido entre Stubow e Rambow. Na primeira versão, o nome tornou-se Stubek nas primeiras páginas, até que ele finalmente se estabeleceu em Rubek. Embora Ulfheim duas vezes refira-se ao seu servo de caça diretamente pelo nome, como Lars, Lars não está listado no elenco de personagens. O gerente do hotel inicialmente tinha um nome, Brager, e no original, ele é um Inspetor, o que também significa "supervisor" em norueguês.
Parte da morte artística de Rubek é referência à própria vida de Ibsen, como ele considerava muitas de suas peças mais tarde: Solness, o Construtor, O Pequeno Eyolf, John Gabriel Borkman, que simplesmente foram reciclados em sua mensagem central. Além disso, Rubek caracteriza seus primeiros trabalhos com Irene como uma forma de "poesia", com a implicação de que, mais tarde, seus trabalhos menos significativos são prosa. Ibsen sentia da mesma forma, desejando que continuar a escrever poesia depois de Peer Gynt. A roupa de Irene também é uma referência à usada por Laura Kieler em sua última visita a Ibsen, que também foi a base para a Casa de Bonecas, da qual ela se ressentiu por Ibsen ter usado sua vida em seu trabalho, assim como Irene se sente violada por Rubek.
A cena final foi originalmente muito diferente e mais contida. Ulfheim tem uma garrafa de champanhe no topo da montanha, e todos os quatro personagens fazem um brinde à liberdade. Quando Ulfheim e Maia descem, Irene comenta que "ela despertou do sono pesado da vida". Depois de desaparecer nas névoas em seu caminho para o topo da montanha, não há avalanche. A diaconisaa simplesmente aparece, à procura de Irene, e o sol é visto brilhando acima das nuvens.

## Edições

### A edição de Gyldendal
A peça foi publicada por Gyldendalske Boghandels Forlag (F. Hegel & Søn) em 22 de dezembro de 1899, em Copenhague, Christiania, Estocolmo e Berlim, com 12000 exemplares. Mais 2000 exemplares foram impressos antes mesmo de o livro estar à venda, devido ao grande número de pedidos. Assim, a primeira e a segunda edições - 14000 exemplares ao todo - foram lançadas simultaneamente.

### A edição Heinemann e outras
Como ocorreu com as quatro peças anteriores, foi publicada por William Heinemann, em Londres, uma edição de 12 exemplares, em 19 de dezembro de 1899, três dias antes da edição de Gyldendal. Uma edição alemã da peça, com tradução de Christian Morgenstern, foi publicada em Berlim no mesmo mês, e pouco depois, foram publicadas traduções em inglês, francês, italiano, russo e polonês.

## Representação teatral
A primeira apresentação aconteceu no Theatre Royal, em Haymarket, Londres, em 16 de dezembro de 1899, sendo essa uma estratégia de Heinemann para deter os direitos autorais.
A primeira representação completa da peça foi no Hoftheater, em Stuttgart, em 26 de janeiro de 1900, seguida por produções em Copenhague, Helsingfors, Christiania, Estocolmo e Berlim.

## Cinema
Em 1918, realizada produção russa, sob direção de Yacov Poselski e estrelando Mikhail Doronin, M. Dunaeva e S. Volkhovskaia.

## Televisão
Em 1970, adaptado pela BBC para a TV, sob o título When We Dead Awaken, no Reino Unido, sob a direção de Michael Elliott, adaptação de Michael Meyer. Estrelado por Wendy Hiller (Irene),
Brian Cox (Ulfheim), Alexander Knox (Rubek) e Irene Hamilton (Maia).

## Peça no Brasil
Fonte:

### 1949
"Quando despertarmos de entre os mortos" - Estreia no Teatro do Derby, Recife, em novembro de 1949. Posteriormente, passou ao Teatro do Estudante de Pernambuco.
- Direção de Hermilo Borba Filho
- Tradução de Vidal de Oliveira
- Tereza Leal (Maia)
- Genivaldo Wanderley (Rubek)
- Clenio Wanderley (Inspetor)
- Ana Canen (Irene)
- Dulce de Holanda (diaconisa)
- Marco-Aurélio Borba (Ulfheim)

### 1991
"Quando nós os mortos despertarmos" - Estreia no Espaço Cultural Sergio Porto, Rio de Janeiro, em agosto de 1991, e levado para o Teatro Nelson Rodrigues, do Conjunto Cultural da Caixa, Rio de Janeiro, no mesmo ano. Produzido por Produções Artísticas, Teatro do Pequeno Gesto.
- Direção de Antônio Guedes
- Tradução e adaptação: Karl Erik Schollhammer, Antônio Guedes, Fátima Saadi, Gilson Motta.
- Dudu Sandroni (Rubek)
- Helena Varvaki (Irene)
- Claudia Ventura (Maia)
- Caco Monteiro (Ulfheim)
- Luiz Carlos Persegani (Gerente)
- Noris Barth (diaconisa)
- Alexandre Pereira (saxofonista)

Teatro Municipal de São Paulo, onde a peça “When we dead awaken” foi representada em 1991.

“When we dead awaken” - 21ª Amostra de Teatro da Bienal Internacional de São Paulo e American Repertory Theatre, em1991, no Theatro Municipal de São Paulo.
- Direção e adaptação de Robert Wilson.
- Tradução versão inglesa de Robert Brustein.
- Joel Grey (Rubek)
- Tisha Roth (Maia)
- Charles Honi Coles (Gerente)
- Margareth Hall (criada)
- Martin Raynor (Lars)
- Christopher Erikson (Ulfheim)
- Elzbieta Czyzewska e Sheryl Sutton (Irene).

## Traduções em língua portuguesa
- No Brasil, foi lançada a primeira tradução em 1944, feita por Vidal de Oliveira, na obra "Seis Dramas", que reunia seis obras de Ibsen, pela Coleção "Biblioteca dos Séculos", nº 10, da Editora Globo, em Porto Alegre, com introdução de Otto Maria Carpeaux[4]. Essa tradução foi utilizada na peça de Hemilo Borba Filho, em Recife, em 1949.
- Houve uma tradução por autor desconhecido, com data provável de 1963, sem confirmação, acompanhada do prefácio do Conde Prozor.
- Tradução feita por Karl Erik Schollhammer, Antônio Guedes, Fátima Saadi, Gilson Motta, para a peça de 1991 no Rio de Janeiro, sob o título “Quando nós, os mortos, despertarmos”.
- Fátima Saadi e Karl Erik Schollhammer. “Quando nós, os mortos, despertarmos”. Peças escolhidas 1 (ao lado de John Gabriel Borkman / O pequeno Eyolf / O construtor Solness). (Coleção Teatro). Portugal: Livros Cotovia, 2006, ISBN 978-972-795-157-4